# 78plus
78plus ist eine österreichische Band aus Wien. Das Ensemble spielt eine Mischung aus elektronischer Musik, Schlager, Chanson und Jazz-Arrangements.

## Bandgeschichte
Die Band wurde 2002 vom Künstler Otto Jekel und dem Multiinstrumentalisten Stephan Sperlich gegründet. Mit Sänger Günther Berger kam ein weiteres Mitglied hinzu. Das ursprünglich offene Projekt wuchs 2004 mit Schlagzeuger Erwin Schober sowie Kontrabassist Philipp Moosbrugger zu einer Band an. Der Name lehnt sich an die Abspielgeschwindigkeit der Schellackplatte an, also 78 min−1. 2004 erschien die erste Single Sie will/Im Denkturm als 10’’-LP. Sie will wurde außerdem auf Sound Selection Vol. 11, der Samplerreihe des Radiosenders FM4 veröffentlicht. 2005 folgte das Debütalbum Im Denkturm.
Im Jahr 2005 vertonte die Band den Stummfilm Asphalt für das Essl Museum in Klosterneuburg. 2006 folgte die Vertonung einer verschollen geglaubten Mozart-Biografie aus dem Jahr 1921 für das Filmarchiv Austria und 3sat im Rahmen des Mozartjahrs 2006. Im gleichen Jahr war die Band für den FM4 Award, der im Rahmen der Amadeus Austrian Music Award verliehen wird, nominiert.
2009 steuerte die Band die Musik zum Theaterstück Welche Krise? des Aktionstheater Ensemble bei und spielte auch selbst mit. 2011 setzten das Ensemble und 78plus ihre Zusammenarbeit mit Zukunftsmaschine von Martin Gruber fort. Das Stück wurde am 13. März 2011 im Bregenzer Festspiel- und Kongresshaus uraufgeführt. Es folgte Working Pure, bei dem Sperlich und Berger mit der Punkband The Result of Boredom zusammenarbeiteten.
2013 beteiligt sich 78plus am Musical Here Comes the Crook vom Performance-Kollektiv The Loose Collective. Das Stück basiert auf The Black Crook, das gemeinhin als erstes Musical überhaupt gilt.

## Musikstil
78plus versteht sich als Künstlerkollektiv, bestehend aus Musikern, die aus der klassischen Musik kommen, Jazz-Instrumentalisten und visuellen Künstlern. Das Ensemble arbeitet mit der Schellackplatten-Sammlung des in Wien lebenden Künstlers Otto Jekel. Die Platten wurden gesamplet und bilden die Grundlage für neue überwiegend deutschsprachige Stücke. Musikalisch ist man auf keinen Stil festgelegt, die Musik pendelt zwischen Chanson, Schlager, Jazz und Drum & Bass. Neben der musikalischen Präsentation ist auch das visuelle wichtig. Die Liveauftritte werden durch Videokunst, passende Bühnengestaltung und Kostümierung ergänzt. Das Ensemble bezieht sich nicht nur auf die originale Schellack-Musik des frühen 20. Jahrhunderts, sondern hat auch Referenzen an die 1980er Jahre, so zum Beispiel an Roger Whittaker und Kraftwerk. 78plus versteht sich als Diskurspop, die versucht „viele Arten von Musik in neue Kontexte zu setzen“. Die Texte des ersten Albums Im Denkturm gehen in eine sozialkritische, politische Richtung, während die Texte des zweiten Albums Wandelwelt das Verhältnis von Mensch und Technik thematisieren. Ein gewisser Einfluss des Wiener Schmäh ist in den Texten unverkennbar.

## Diskografie

### Alben
- 2005: Im Denkturm (Para Recordings)
- 2008: Wandelwelt (Pumpkin Records / Hoanzl)

### Singles und EPs
- 2004: Sie will/Im Denkturm (10’’, Para Recordings)
- 2006: Zwischenwelt EP (10’’, 19industries)
- 2012: Dogs Wool Boogie/Space Activity (7’’, Acre of Bacon)

## Film- und Theatermusik
- 2005: Asphalt (Stummfilmvorführung für das Essl Museum)
- 2006: Mozarts Leben, Lieben und Leiden (Stummfilm, Vertonung für 3sat)[13]
- 2008: Platzen plötzlich (Aktionstheater Ensemble)
- 2008: Heimat (Aktionstheater Ensemble)
- 2009: Welche Krise? (Aktionstheater Ensemble)
- 2010: Ulysses Roadmovie (Aktionstheater Ensemble)
- 2011: Zukunftsmaschine (Aktionstheater Ensemble)
- 2011: Working Pure (Aktionstheater Ensemble)
- 2013: Here Comes the Crook (The Loose Collective)